# 麗思-卡爾頓酒店莫斯科

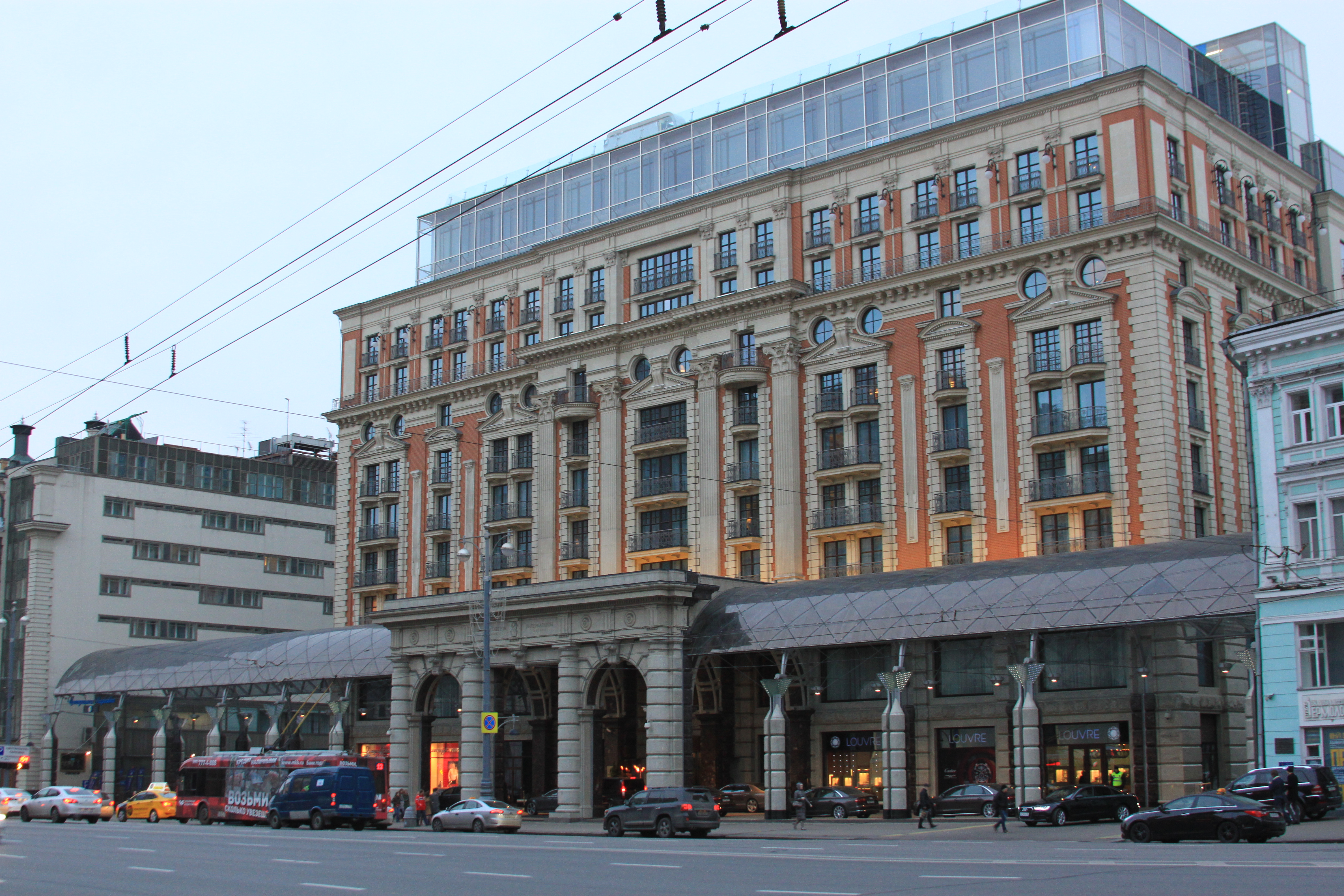

麗思-卡爾頓酒店莫斯科（Ритц-Карлтон Москва）是一座位於莫斯科市中心的五星級酒店，也是世界最昂貴的酒店之一。酒店修建於2005年至2007年，在2007年7月1日開業，有334個房間。

## 外部連結
- Official website （页面存档备份，存于）